# Ethelberto II de Kent
Æthelbert II anglosajón:Æðelberht (725–762) fue rey de Kent. A la muerte de su padre Wihtred, el reino fue gobernado por sus tres hijos, Ethelberto II, Eadberto I y Alric. Ethelberto parece haber sobrevivido a sus dos hermanos y más tarde reinó conjuntamente con su sobrino Eardwulf. Murió en 762, según la Crónica anglosajona. Se cree que fue padre de Eadberht II.
Se dice también [por quien?] que una hija de nombre desconocido se casó con Ealhmund, rey de Kent.[cita requerida]
Emitió un documento antes de su ascensión, fechado el 11 de julio de 724, en el que su padre actuó como testigo. Como rey emitió más documentos, confirmó otro documento de su hermano Eadberto I, y fue testigo de otro más de su sobrino Eardwulf.
Durante la segunda mitad de su reinado, Kent entró en la órbita de Mercia, pero Ethelberto II mantuvo su posición como rey.